# Kazachs voetbalelftal in 1996
Het Kazachs voetbalelftal speelde in totaal vijf interlands in het jaar 1996, het vijfde jaar als onafhankelijke staat nadat het land decennialang deel had uitgemaakt van de Sovjet-Unie. De ploeg stond onder leiding van bondscoach Serik Berdalin, de opvolger van Baurzhan Baymuhamedov. Op de in 1993 geïntroduceerde FIFA-wereldranglijst steeg Kazachstan in 1996 van de 162ste (januari 1996) naar de 156ste plaats (december 1996).

## Balans
| Wedstrijden | Wedstrijden | Wedstrijden | Wedstrijden | Doelpunten | Doelpunten | Doelpunten | Punten |
| Gespeeld    | Winst       | Gelijk      | Verlies     | Voor       | Tegen      | Saldo      | Punten |
| ----------- | ----------- | ----------- | ----------- | ---------- | ---------- | ---------- | ------ |
| 5           | 1           | 0           | 4           | 2          | 8          | –6         | 0.400  |

## Interlands
|                                                     |                                           |       |                      |                                                                                  |
| 3 januari Vriendschappelijk № 14 «onderlinge duels» | Libanon                                   | 2 – 1 | Kazachstan           | Municipal Stadium, Beiroet Toeschouwers: 5.000 Scheidsrechter: Ammar Ammar (LIB) |
| 3 januari Vriendschappelijk № 14 «onderlinge duels» | Hassan Ayoub 31' (pen.) Fadi Allouche 34' |       | 12' Ruslan Imankulov | Municipal Stadium, Beiroet Toeschouwers: 5.000 Scheidsrechter: Ammar Ammar (LIB) |

|                                                                 |                     |       |       |                                                                                   |
| 14 juni Asia Cup-kwalificatie № 15 «onderlinge duels» 19:00 uur | Kazachstan          | 1 – 0 | Qatar | Zentralstadion, Almaty Toeschouwers: 6.000 Scheidsrechter: Pirom Un-Prasert (THA) |
| 14 juni Asia Cup-kwalificatie № 15 «onderlinge duels» 19:00 uur | Maksim Nizovtsev 7' |       |       | Zentralstadion, Almaty Toeschouwers: 6.000 Scheidsrechter: Pirom Un-Prasert (THA) |

|                                                                 |                                         |       |            |                                                                                         |
| 21 juni Asia Cup-kwalificatie № 16 «onderlinge duels» 19:30 uur | Syrië                                   | 2 – 0 | Kazachstan | Abbasiyyin Stadion, Damascus Toeschouwers: 20.000 Scheidsrechter: Fahed Al-Damisi (JOR) |
| 21 juni Asia Cup-kwalificatie № 16 «onderlinge duels» 19:30 uur | Louay Taleb 21' Mohannad Sheikh-Dib 34' |       |            | Abbasiyyin Stadion, Damascus Toeschouwers: 20.000 Scheidsrechter: Fahed Al-Damisi (JOR) |

|                                                                |                                                                        |       |            |                                                                              |
| 5 juli Asia Cup-kwalificatie № 17 «onderlinge duels» 19:00 uur | Qatar                                                                  | 3 – 0 | Kazachstan | Khalifa Stadion, Doha Toeschouwers: — Scheidsrechter: Omer Al-Mehannah (KSA) |
| 5 juli Asia Cup-kwalificatie № 17 «onderlinge duels» 19:00 uur | Abdulnasser Al-Obaidly 5' Mahmoud Soufi 21' Mohamed Salem Al-Enazi 43' |       |            | Khalifa Stadion, Doha Toeschouwers: — Scheidsrechter: Omer Al-Mehannah (KSA) |

|                                                                 |            |                   |       |                                                                                   |
| 12 juli Asia Cup-kwalificatie № 18 «onderlinge duels» 19:00 uur | Kazachstan | 0 – 1             | Syrië | Zentralstadion, Almaty Toeschouwers: 5.000 Scheidsrechter: Nik Ahmad Yaakub (MAS) |
| 12 juli Asia Cup-kwalificatie № 18 «onderlinge duels» 19:00 uur |            | 9' Nihad Al-Bushi |       | Zentralstadion, Almaty Toeschouwers: 5.000 Scheidsrechter: Nik Ahmad Yaakub (MAS) |

## FIFA-wereldranglijst
| JAN | FEB | MAR | APR | MEI | JUN | JUL | AUG | SEP | OKT | NOV | DEC |
| --- | --- | --- | --- | --- | --- | --- | --- | --- | --- | --- | --- |
| 162 | 164 | 164 | 165 | 166 | 166 | 157 | 158 | 157 | 158 | 159 | 156 |

## Statistieken
| Vadim Egoshkin        | 1970-01-04 | Tsjernomorets N.      | 2 | 0 | 0 |
| Yuriy Ishutin         | 1959-06-22 | Irtysh Pavlodar       | 1 | 0 | 0 |
| Vladimir Tsirin       | 0000-00-00 | Sjachtjor Karaganda   | 1 | 0 | 0 |
| Oleg Voskoboinikov    | 1971-07-04 | Taraz Dzhambul        | 1 | 0 | 0 |
| Verdediging           |            |                       |   |   |   |
| Bakhytzhan Ensebaev   | 1972-04-08 | Kairat Almaty         | 2 | 2 | 0 |
| Askar Kozhabergenov   | 1965-09-20 | Kairat Almaty         | 2 | 1 | 0 |
| Ruslan Gumar          | 1973-11-18 | Batyr Ekibastuz       | 2 | 0 | 0 |
| Peter Neustädter      | 1966-02-16 | 1. FSV Mainz 05       | 2 | 0 | 0 |
| Sergey Zhunenko       | 1970-05-13 | Rotor Volgograd       | 2 | 0 | 0 |
| Kairat Aimanov        | 1964-10-29 | Irtysh Pavlodar       | 1 | 0 | 0 |
| Sergey Konovalenko    | 1974-09-02 | Irtysh Pavlodar       | 1 | 0 | 0 |
| Sergey Mischenko      | 1961-05-19 | Sjachtjor Karaganda   | 1 | 0 | 0 |
| Kanat Musataev        | 1970-07-06 | SKIF-Ordabasy Şımkent | 1 | 0 | 0 |
| Andrey Orlov          | 1974-07-21 | Elimay Semey          | 1 | 0 | 0 |
| Kairat Slambekov      | 1966-00-00 | Munayshi Aktau        | 1 | 0 | 0 |
| Middenveld            |            |                       |   |   |   |
| Andrey Kurdyumov      | 1972-03-23 | Sjachtjor Karaganda   | 5 | 0 | 0 |
| Vakhid Masudov        | 1959-10-10 | Elimay Semey          | 4 | 0 | 0 |
| Dmitriy Duzev         | 1967-00-00 | Kaynar Taldykorgan    | 3 | 1 | 0 |
| Andrey Kucheryavykh   | 1970-09-24 | Kairat Almaty         | 3 | 0 | 0 |
| Andrey Miroshnichenko | 1968-12-21 | FK Lada Togliatti     | 3 | 0 | 0 |
| Maksim Nizovtsev      | 1972-09-09 | Baltika Kaliningrad   | 2 | 0 | 1 |
| Igor Avdeev           | 1973-01-10 | Munayshi Aktau        | 2 | 0 | 0 |
| Pavel Evteev          | 1967-06-23 | Vostok Oskemen        | 2 | 0 | 0 |
| Azamat Niyazymbetov   | 1974-03-25 | Taraz Dzhambul        | 1 | 2 | 0 |
| Gani Kainazarov       | 1970-00-00 | Taraz Dzhambul        | 1 | 1 | 0 |
| Sergey Kalabukhin     | 1972-04-29 | Taraz Dzhambul        | 1 | 1 | 0 |
| Konstantin Kotov      | 1973-10-07 | Munayshi Aktau        | 1 | 0 | 0 |
| Dmitriy Yurist        | 1972-02-16 | Kaynar Taldykorgan    | 0 | 1 | 0 |
| Aanval                |            |                       |   |   |   |
| Sergey Patsay         | 1967-12-14 | Kairat Almaty         | 2 | 0 | 0 |
| Vladimir Loginov      | 1974-01-05 | Kaysar Kyzylorda      | 1 | 1 | 0 |
| Ruslan Imankulov      | 1972-02-06 | Sjachtjor Karaganda   | 1 | 0 | 1 |
| Ruslan Duzmambetov    | 1968-04-21 | Vostok Oskemen        | 1 | 0 | 0 |
| Oleg Litvinenko       | 1973-11-22 | Elimay Semey          | 1 | 0 | 0 |
| Guram Makaev          | 1970-02-13 | Royal Antwerp FC      | 0 | 2 | 0 |
| Askar Abildaev        | 1971-00-00 | Kairat Almaty         | 0 | 1 | 0 |
| Kairat Aubakirov      | 1971-03-08 | Elimay Semey          | 0 | 1 | 0 |
| Nurken Mazbaev        | 1972-07-04 | Taraz Dzhambul        | 0 | 1 | 0 |

KFF · A-internationals · Bondscoaches · Statistieken · Kazachs vrouwenelftal · Olympisch elftal · Kazachstan U21 · Kazachstan U20 · Kazachstan U19 · Kazachstan U18 · Kazachstan U17
1992 – 1999 · 2000 – 2009 · 2010 – 2019 · 2020 – 2029
1992 · 1993 · 1994 · 1995 · 1996 · 1997 · 1998 · 1999 · 2000 · 2001 · 2002 · 2003 · 2004 · 2005 · 2006 · 2007 · 2008 · 2009 · 2010 · 2011 · 2012 · 2013 · 2014 · 2015 · 2016 · 2017 · 2018 · 2019 · 2020 · 2021 · 2022 · 2023 ·
2024 · 2025
Albanië ·
Andorra ·
Armenië ·
Azerbeidzjan ·
Bahrein ·
België ·
Bosnië en Herzegovina ·
Bulgarije ·
Burkina Faso ·
China ·
Curaçao ·
Cyprus ·
Denemarken ·
Duitsland ·
Engeland ·
Estland ·
Faeröer ·
Finland ·
Frankrijk ·
Georgië ·
Griekenland ·
Hongarije · 
Ierland ·
IJsland ·
Irak ·
Iran ·
Japan ·
Jordanië ·
Kirgizië ·
Koeweit ·
Kroatië ·
Laos ·
Letland ·
Libanon ·
Libië ·
Liechtenstein ·
Litouwen ·
Litouwen ·
Luxemburg ·
Malta ·
Moldavië ·
Montenegro ·
Nederland ·
Nepal ·
Noord-Ierland ·
Noord-Korea ·
Noord-Macedonië ·
Noorwegen ·
Oekraïne ·
Oezbekistan ·
Oman ·
Oostenrijk ·
Pakistan ·
Palestina ·
Polen ·
Portugal ·
Qatar ·
Roemenië ·  
Rusland ·
San Marino ·
Saoedi-Arabië ·
Schotland ·
Servië ·
Singapore ·
Slovenië ·
Slowakije ·
Syrië ·
Tadzjikistan ·
Thailand ·
Tsjechië ·
Turkmenistan ·
Turkije ·
Verenigde Arabische Emiraten ·
Vietnam ·
Wales ·
Wit-Rusland ·
Zuid-Korea ·
Zweden